# (243637) Frosinone
Pour les articles homonymes, voir Frosinone (homonymie).
(243637) Frosinone (1999 TZ10) est un astéroïde découvert par Gianluca Masi à l'observatoire astronomique Bellatrix de Ceccano, en Italie, le 8 octobre 1999.

## Nom
Gianluca Masi, le découvreur de l'astéroïde, a proposé à l'Union astronomique internationale de baptiser l'objet du nom de sa ville de naissance, Frosinone. Ce nom est officiellement attribué à l'astéroïde par le Centre des planètes mineures le 28 décembre 2015.